# W-CDMA
WCDMA (англ. Wideband Code Division Multiple Access — широкополосный множественный доступ с кодовым разделением) — технология радиоинтерфейса, использующая широкополосный множественный доступ с кодовым разделением каналов, использующий две широкие полосы радиочастот по 5 МГц. Термин W-CDMA (3GPP Release 4) также используется для описания самостоятельного стандарта сотовой сети, проектировался как надстройка над GSM и работает в диапазоне 1900—2100 МГц.
WCDMA выбрана большинством операторов сотовой связи для обеспечения широкополосного радиодоступа с целью поддержки услуг 3G.
Технология оптимизирована для предоставления высокоскоростных мультимедийных услуг типа видео, доступа в Интернет и видеоконференций; обеспечивает скорости доступа вплоть до 2 Мбит/с на коротких расстояниях и 384 Кбит/с на больших с полной мобильностью. Такие величины скорости передачи данных требуют широкую полосу частот, поэтому ширина полосы WCDMA составляет 5 МГц.
Технология может быть добавлена к существующим сетям GSM и PDC, что делает стандарт WCDMA наиболее перспективным с точки зрения использования сетевых ресурсов и глобальной совместимости.